# Dnjepr Stahl
Die Dnjepr Stahl GmbH war ein Großunternehmen der Montanindustrie in den deutschen besetzten Gebieten der Sowjetunion während des Zweiten Weltkrieges. Die Gründung dieses Unternehmens erfolgte als Patenunternehmen im Rahmen des Iwan-Programmes. Der Name des Unternehmens bezieht sich auf den Fluss Dnjepr.

## Geschichte
Die Dnjepr Stahl GmbH wurde am 14. Januar 1943 gegründet. Ihre Anteilseigner waren jeweils mit 50 % die Mitteldeutschen Stahlwerke AG (damals ein Tochterunternehmen des Flick-Konzerns) und die Stahlwerke Braunschweig GmbH (damals ein Tochterunternehmen der Reichswerke Hermann Göring). Das Stammkapital betrug 50.000 Reichsmark (RM). Der Flick-Konzern übernahm die Führungsrolle im neugegründeten Unternehmen. Technischer Direktor wurde der Flick Vertraute Herbert Monden.
Dem neuen Unternehmen als Patenunternehmen wurden mehrere Großkombinate und weitere Betriebsteile der ehemals sowjetischen Schwerindustrie in der Ukraine zugeordnet. Das Eigentum an diesen Betrieben verblieb jedoch bei der reichseigenen Berg- und Hüttenwerksgesellschaft Ost m.b.H.
Folgende Großbetriebe waren an die Dnjepr Stahl GmbH zum Betrieb verpachtet:
- Röhrenwerk Komintern 1 (umbenannt in Nordmarkhütte)
- Röhrenwerk Komintern 2 (umbenannt in Anhaltwerk)
- Röhrenwerk Komintern 3 (umbenannt in Lothringerhütte)
- Hüttenwerke Kamenskoje (umbenannt in Kurmarkhütte)
- Petrowski Hüttenwerke (umbenannt in Preussenhütte)
- Werk DSMO (umbenannt in Frankenwerk)
- Walzwerk Lenin (umbenannt in Elbewerk)
- Walzwerk Karl Liebknecht (umbenannt in Donauhütte)

Die eingegliederten sowjetischen Unternehmen hatten zusammen vor dem deutschen Einmarsch rund 100.000 Beschäftigte und produzierten 2,8 Millionen Tonnen Rohstahl im Jahr vor dem Krieg.